# رجال الحرب (سلسلة)
سلسلة رجال الحرب هي سلسلة ألعاب فيديو وفق استراتيجية الوقت الحقيقي من إنتاج بيست واي وديجيتال ميند سوقت [الإنجليزية] وتوزيع 1C.

## الاجزاء
- الجنود:ابطال الحرب العالمية الثانية Soldiers: Heroes of World War II
- وجوه الحرب Faces of War
- رجال الحرب Men of War
- رجال الحرب : المد الاحمر Men of War: Red Tide
- رجال الحرب : هجوم الفرقة Men of War: Assault Squad
- رجال الحرب : فيتنام Men of War: Vietnam
- رجال الحرب : الابطال المدانون Men of War: Condemned Heroes
- رجال الحرب : هجوم الفرقة 2 Men of War: Assault Squad 2

## وصلات خارجية
ويكيبيديا الإنجليزية